# Лафайет (авианосец)
«Лафайет» (фр. La Fayette), R96, ранее «Лэнгли» (англ. USS Langley (CVL-27)) — лёгкий авианосец типа «Индепенденс», состоявший на вооружении ВМС США и ВМС Франции. Был заложен как лёгкий крейсер типа «Кливленд» в 1942 году, перезаказан и достроен как авианосец в 1942—1943 годах.

## Служба в ВМС США
Под названием «Лэнгли» он участвовал в налетах на острова Тихого океана, Формозу (Тайвань), Рюкю, Индокитай, Гонконг, Японию, в обеспечении высадки десантов. 25 октября 1944 его самолёты участвовали в потоплении авианосца «Дзуйхо».

## Послевоенные годы
В 1947 году, как и большинство авианосцев США, выведен в резерв, поскольку размеры корабля были уже недостаточными для операций с новыми реактивными самолётами. В 1953 году передан в аренду ВМС Франции под названием «Лафайет» (фр. La Fayette) и номером R 96. В 1964 возвращён США, в том же году сдан на слом.